# Acrohc Australis
Die Acrohc Australis ist die kleinste Segelyacht der Welt, mit der die Welt je umrundet wurde.
Serge Testa baute die Acrohc Australis in den 1980er Jahren. Das Boot wurde so konstruiert, dass es aus der geschlossenen Kajüte heraus bedient werden konnte. Es war mit einem Schneckenreff für das Großsegel und einer Rollgenua ausgestattet. Die Weltumrundung, rund 50.000 Kilometer, absolvierte Testa von 1984 bis 1987.
Die Acrohc Australis ist eine vollwertige Segelyacht, da sie alle Merkmale (fester Kiel, Kajüte usw.) einer Segelyacht aufweist. Heute kann sie im Queensland Museum in Southbank, Brisbane, besichtigt werden.